# Neocyclops remanei
Neocyclops remanei is een eenoogkreeftjessoort uit de familie van de Halicyclopidae. De wetenschappelijke naam van de soort is voor het eerst geldig gepubliceerd in 1952 door Herbst.